# Daniela Hofmann
Daniela Hofmann ist eine deutsche Prähistorikerin.

## Leben
Von 1997 bis 2001 studierte sie Archäologie an der Cardiff University (Magisterarbeit: The representation of personal identity in the mortuary record of early Neolithic Bavaria). Nach dem Promotionsstudium (2002–2006 PhD) an der Cardiff University (Dissertation: Being Neolithic. Life, death and transformation in Neolithic Lower Bavaria) war sie von 2013 bis 2019 Juniorprofessorin für Vor- und Frühgeschichtliche Archäologie an der Universität Hamburg. Seit 2019 lehrt sie als Professorin für Archäologie an der Universität Bergen.
Ihre Schwerpunkte sind Neolithikum in Mitteleuropa, Theorie in der Archäologie, Architektur, Bestattungssitten und anthropomorphe Darstellungen.

## Schriften
- als Herausgeberin mit Douglass Bailey und Alasdair Whittle: Living Well Together? Settlement and Materiality in the Neolithic of South-East and Central Europe. Oxbow, Oxford 2008, ISBN 978-1-84217-267-4.
- als Herausgeberin mit Penny Bickle: Creating communities. New advances in Central European Neolithic research. Oxbow, Oxford 2009, ISBN 978-1-84217-353-4.
- als Herausgeberin mit Jessica Smyth: Tracking the Neolithic House in Europe. Sedentism, architecture and practice. Springer, New York/Heidelberg 2013, ISBN 978-1-4939-2157-7.
- als Herausgeberin mit Chris Fowler und Jan Harding: The Oxford handbook of neolithic Europe. Oxford University Press, Oxford 2015, ISBN 978-0-19-954584-1.
- als Herausgeberin mit Penny Bickle, Vicki Cummings und Joshua Pollard: The Neolithic of Europe. Papers in honour of Alasdair Whittle. Oxbow, Oxford/Philadelphia 2017, ISBN 978-1-78570-654-7.
- als Herausgeberin mit Britta Ramminger: Studien zur Jungsteinzeit in Norddeutschland II (= Universitätsforschungen zur prähistorischen Archäologie. Band 296). Dr. Rudolf Habelt, Bonn 2017, ISBN 978-3-7749-4069-7.
- als Herausgeberin mit Dirk Brandherm und Elon Heymans: Gifts, goods and money. Comparing currency and circulation systems in past societies. Archaeopress, Oxford 2018, ISBN 978-1-78491-835-4.
- als Herausgeberin mit Frank Nikulka und Robert Schumann: Menschen – Dinge – Orte. Aktuelle Forschungen des Instituts für Vor- und Frühgeschichtliche Archäologie der Universität Hamburg. Universität Hamburg, Hamburg 2018, ISBN 978-3-9819800-0-4.
- als Herausgeberin mit Ralf Gleser: Contacts, boundaries and innovation in the fifth millennium. Sidestone, Leiden 2019, ISBN 978-90-8890-715-9.
- als Herausgeberin: Magical, mundane or marginal? Deposition practices in the early neolithic Linearbandkeramik culture. Sidestone, Leiden 2020, ISBN 978-90-8890-863-7.
- als Herausgeberin mit Frank Nikulka und Robert Schumann: The Baltic in the Bronze Age. Regional patterns, interactions and boundaries. Leiden 2022, ISBN 978-94-6427-019-8.
- als Herausgeberin mit Catherine J Frieman und Astrid Johanne Nyland: Arkeologiske fortellinger om migrasjon. Sidestone, Leiden 2023, ISBN 9789464262155 (englische Ausgabe: Migration narratives in Archaeology. Ebenda 2023, ISBN 9789464262025; Open Access: Norwegisch; Englisch).
- mit Catherine J Frieman, Martin Furholt, Stefan Burmeister und Niels Nørkjær Johannsen: Negotiating Migrations. The Archaeology and politics of mobility. Bloomsbury, London 2024, ISBN 978-1-350-42766-2 (Open Access).